# Dawid Radziszewski
Dawid Radziszewski (ur. 1984 w Zielonej Górze) – polski historyk sztuki, kurator, galerzysta. Jest właścicielem galerii sztuki, która znajduje się w Warszawie.
W latach 2005–2012 w Poznaniu prowadził Galerię Pies, którą założył razem z Jagną Domżalską i Radkiem Gajewskim. W 2013 roku w Warszawie założył Galerię Dawid Radziszewski, którą prowadzi.
Kuratorował wiele wystaw indywidualnych i zbiorowych m.in.: „Żużel w Sztuce”, MOS Gorzów, BWA Tarnów, BWA Zielona Góra, 2018; „Powrót do domu”, Koletek, Kraków, 2013; „Z trudu słońca”, Instytut Awangardy, Warszawa, 2012 (wspólnie z Ewą Łączyńską-Widz); „Tarnów. 1000 lat nowoczesności”, BWA Tarnów, 2010–2011; „Tęsknota za malarstwem”, Muzeum Ziemi Lubuskiej, Zielona Góra, 2005. Swoją pierwszą wystawę, „Wystawa dla Podróżnych”, zorganizował w wieku 19 lat (2003), w pustej hali na dworcu w rodzinnej Zielonej Górze.
Absolwent historii sztuki na Uniwersytecie Adama Mickiewicza w Poznaniu i Edukacji Artystycznej na Akademii Sztuk Pięknych w Poznaniu.

## Galeria
Radziszewski prowadzi w Warszawie prywatną Galerię Dawid Radziszewski, w której eksponowane są dzieła polskiej sztuki współczesnej. Warszawski salon wystawowy stanowi kontynuację Galerii Pies, którą Radziszewski prowadził w Poznaniu przez 7 lat. W lutym 2013 roku przeniósł się do Warszawy i otworzył tam galerię pod nową nazwą Galeria Dawid Radziszewski w lokalu przy ul. Krochmalnej 3. Pod tym adresem galeria funkcjonowała do maja 2018 roku. We wrześniu 2018 roku placówkę przeniesiono do lokalu przy ul. Kolejowej 47a.
W galerii reprezentowani byli tacy artyści jak: Louisa Gagliardi, Tomasz Kowalski, Paweł Kruk, Joanna Piotrowska, Katarzyna Przezwańska, Adam Rzepecki, Serban Savu i Marcin Zarzeka.